# Gynoplistia (Gynoplistia) luteibasis
Gynoplistia (Gynoplistia) luteibasis is een tweevleugelige uit de familie steltmuggen (Limoniidae). De soort komt voor in het Australaziatisch gebied.